# Pinaria (cràter)
Pinaria és un cràter amb coordenades planetocèntriques de -25.08 ° de latitud nord i 187.05 ° de longitud est, sobre la superfície de l'asteroide del cinturó principal (4) Vesta. Fa 41.76 km de diàmetre. El nom adoptat com a oficial per la UAI el 30 de setembre de 2011 fa referència a Pinaria, una verge vestal romana.